# Schottental bei Heldmannsberg
Das Schottental bei Heldmannsberg ist ein Naturschutzgebiet südlich von Heldmannsberg, einem Gemeindeteil der mittelfränkischen Gemeinde Pommelsbrunn in Bayern.

## Lage
Das Naturschutzgebiet Schottental bei Heldmannsberg wird auch Schottenloch genannt und liegt am Ostrand des Landkreises Nürnberger Land und der Grenze zum oberpfälzer Landkreis Amberg-Sulzbach. Im Norden wird es begrenzt durch die Kreisstraße LAU28 und im Süden durch die Staatsstraße St2236.

## Beschreibung
Das Tal ist ein ausgewiesenes, 41,5 Hektar großes Naturschutzgebiet und trägt die Katasternummer NSG500.054. Das Naturschutzgebiet ist Bestandteil des Natura 2000 Netzwerkes und als Teil des Schutzgebietes DE6534371, Bachtäler der Hersbrucker Alb ausgewiesen.
Es umfasst den Talgrund sowie die Hänge eines tief eingeschnittenen Seitentals des Albachtals. Durch das Tal schlängelt sich am Waldrand entlang der naturnahe Talbach, der unmittelbar hinter der Südgrenze des Naturschutzgebietes in den Alfelder Bach mündet. Mehrere Topfquellen speisen den Talbach und stellen eine landschaftliche Besonderheit dar. Auch ein kleiner Weiher ist dort zu finden. Die Hänge werden heute wieder nach historischem Vorbild mit Schafen beweidet und erhalten damit den typischen Charakter eines Hutangers.
Nahe dem Talgrund befinden sich Dolomit-Felsköpfe. Der imposanteste von ihnen ist der 427 m ü. NHN liegende Bärenfels.

## Flora und Fauna
Im Talgrund befinden sich artenreiche, mäßig intensiv genutzte und teilweise brachliegende Wiesen und Weiden. An den Steilhängen wechseln sich Mischwälder mit Buchen- und Kiefernbesatz und Kalkmagerrasen mit Magerweiden ab. Dichte Schlehengebüsche und Hecken dienen zusätzlich als Vogelbruthabitate. An den Schattenseiten von Felsen sind Farne zu finden.
Wichtige Lebensräume für Schmetterlinge und Insekten stellen die offenen Hänge mit dem Kalkmagerrasen dar.

## Umgebung
Die nähere Umgebung ist ebenfalls interessant. Neben der sehenswerten Kirche Mariae Himmelfahrt in Heldmannsberg befand sich auf dem östlich gelegenen Bergareal der Zant eine Höhensiedlung aus der Bronzezeit. Nahe dem Ameisenberg ist eine vorgeschichtliche Höhlenstation (D-5-6535-0103) sowie in der näheren Umgebung mittelsteinzeitliche Freilandstationen (D-5-6535-0044, D-5-6535-0052) zu finden.

## Zugang
Das Naturschutzgebiet ist über einige Pfade ganzjährig frei zugänglich. Ein Wanderweg (Markierung Roter Kreis auf weißem Rechteck) durchkreuzt das Tal. Beste Jahreszeiten für einen Besuch sind die Laubwechsel im Frühjahr und Herbst sowie der Frühsommer mit der Wiesenblüte.
Parkmöglichkeiten befinden sich an der Staatsstraße St2236 und in Heldmannsberg. Mit dem ÖPNV (VGN) ist eine Anreise nur unter der Woche mit der Buslinie 336 bis zur Haltestelle Heldmannsberg möglich. Am Wochenende erfolgt die Anreise mit der Regionalbahn R3 von Nürnberg bis zum Bahnhof Hersbruck (rechts der Pegnitz) oder der S-Bahn Linie 1 Hersbruck (links der Pegnitz), anschließend mit der Buslinie 334 nach Thalheim und abschließendem Fußmarsch von etwa 15 Minuten.

## Bildergalerie

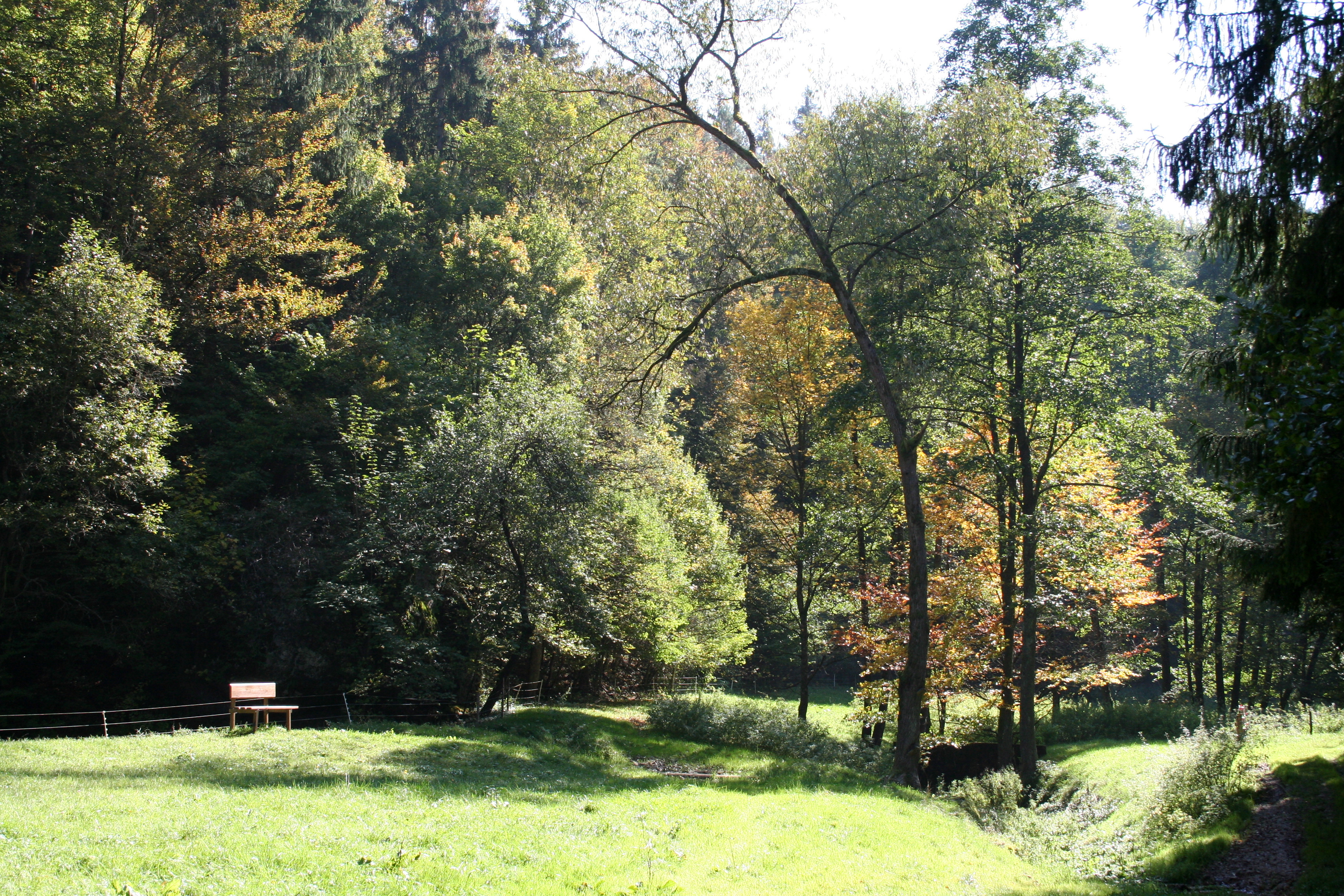
Talgrund im Herbst
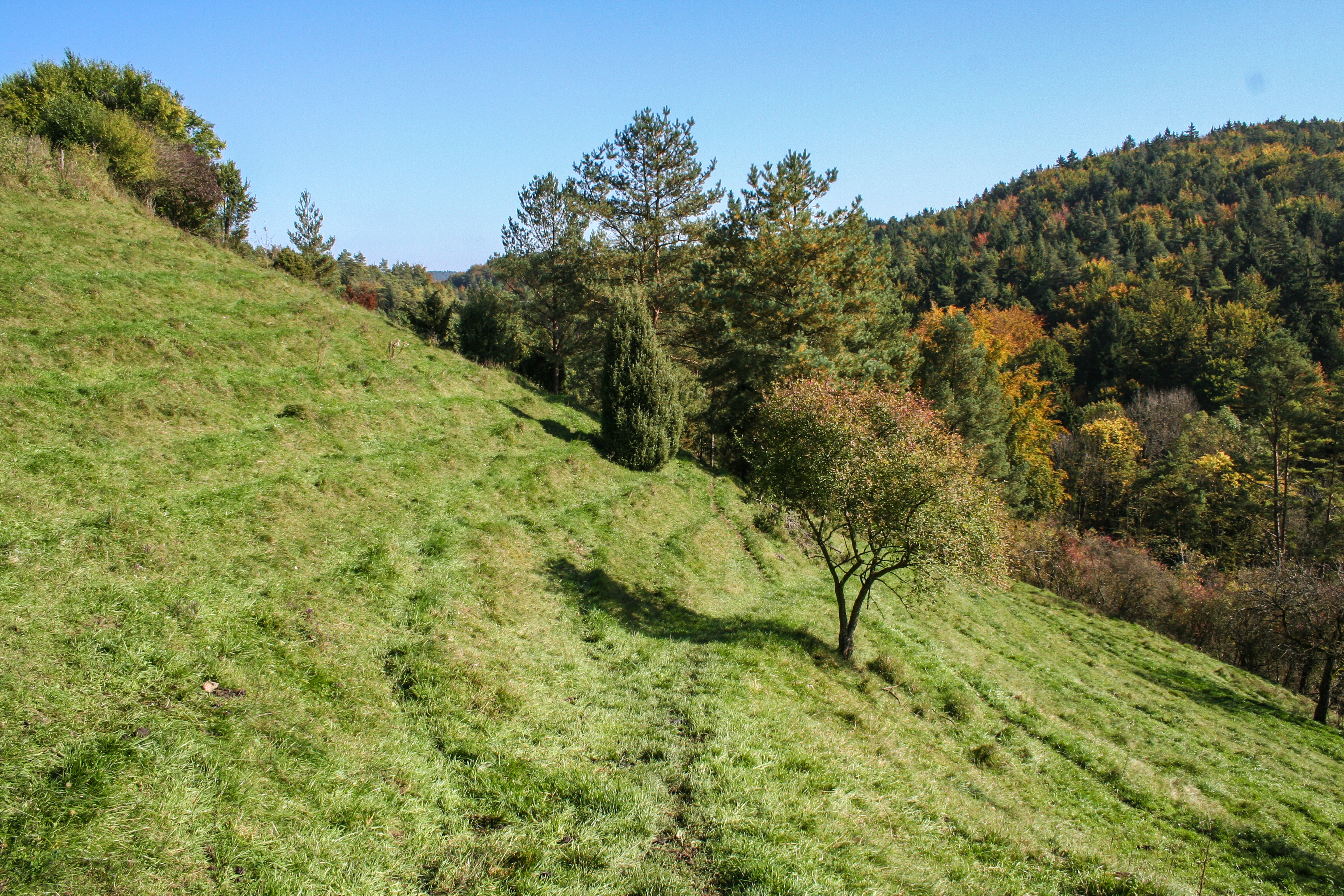
Kalkrasenhang bei Heldmannsberg im Herbst
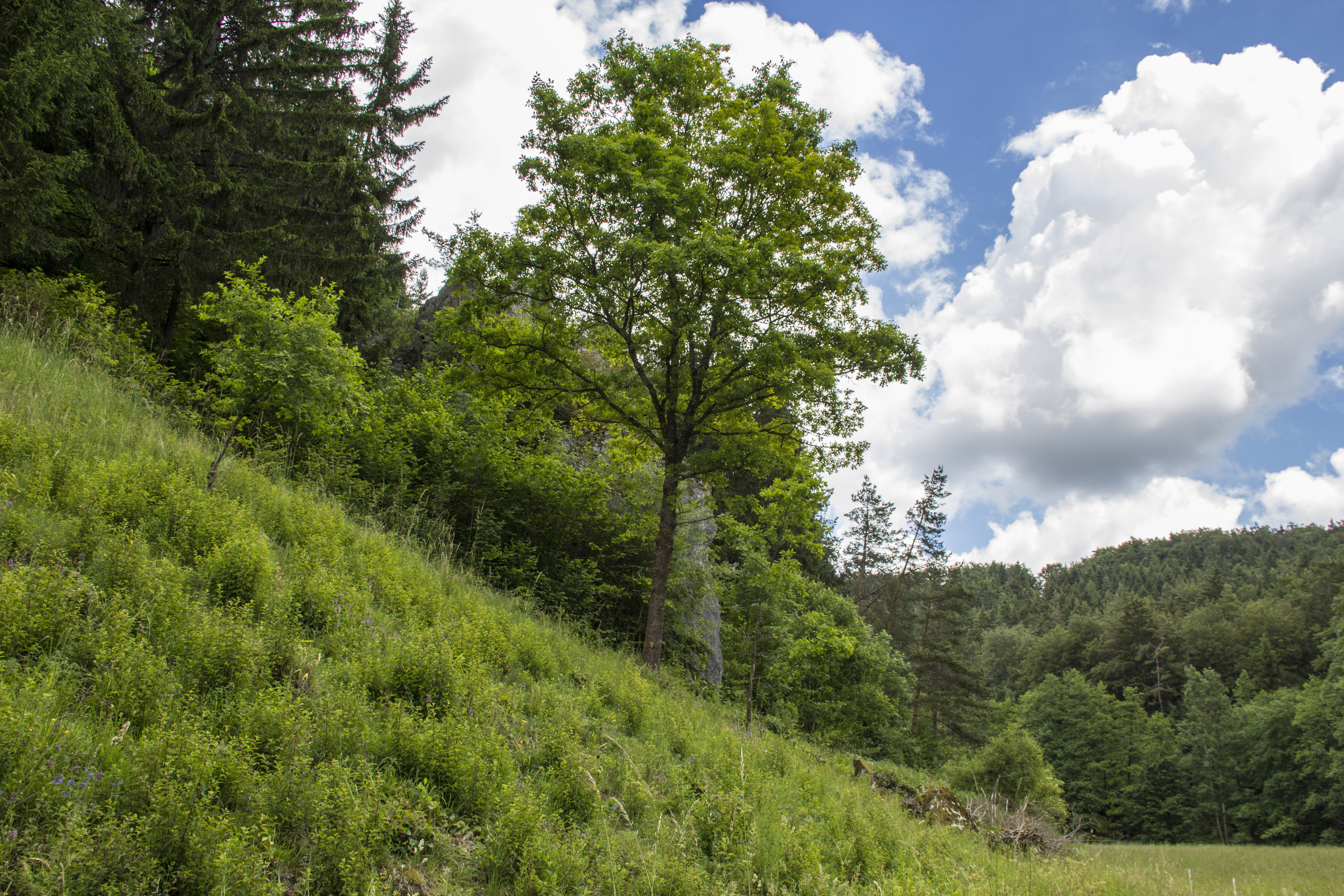
Hangwiese im Sommer
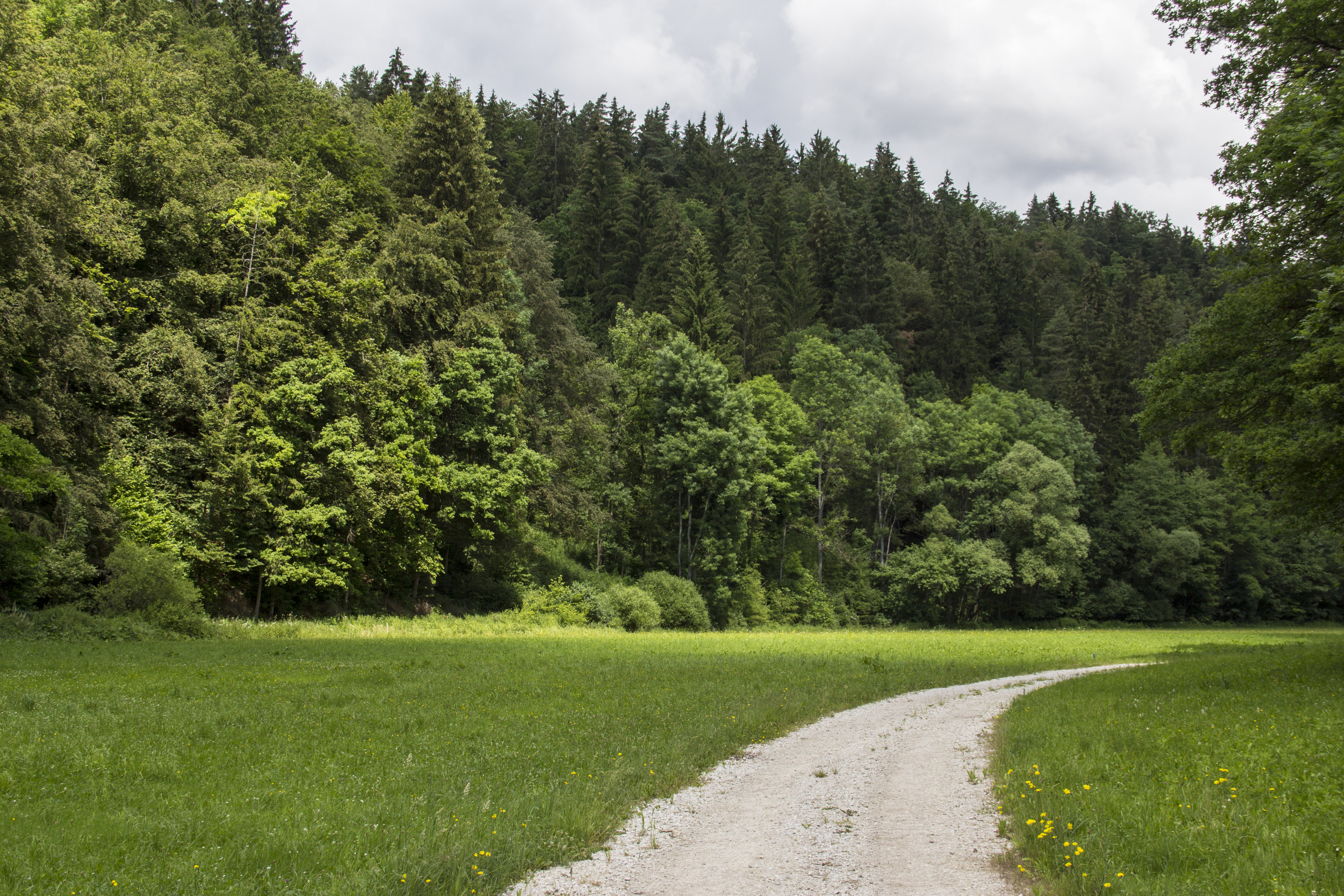
Naturschutzgebiet nahe der Staatsstraße
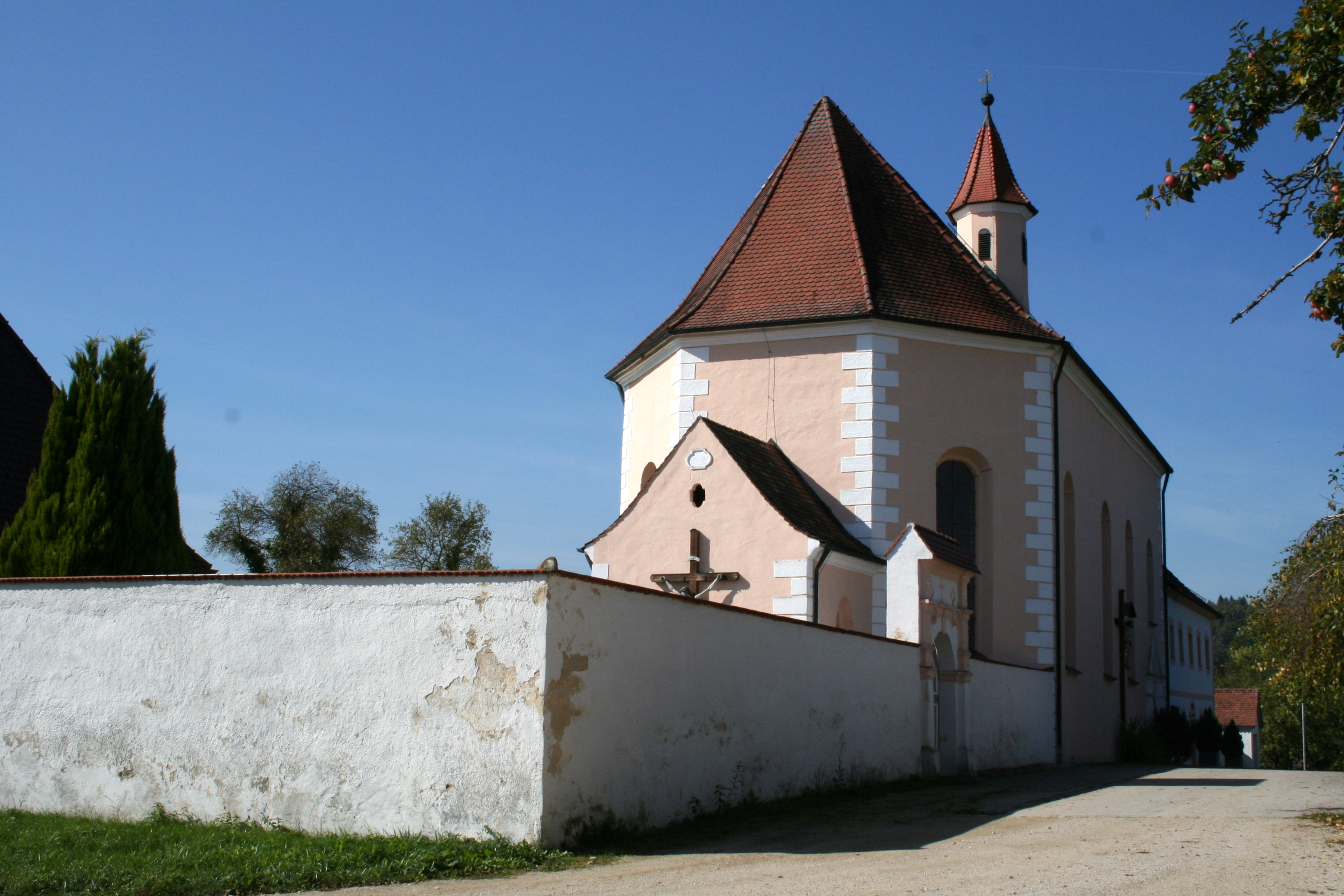
Kirche Mariae Himmelfahrt in Heldmannsberg